# 김명수 (축구 선수)
김명수(한국 한자: 金命洙, 1992년 8월 10일 ~ )는 전 대한민국의 축구 선수이며, 포지션은 수비수였다.